# Gentianella antipoda
Gentianella antipoda är en gentianaväxtart som först beskrevs av Thomas Kirk, och fick sitt nu gällande namn av T.N. Ho och S.W. Liu. Gentianella antipoda ingår i släktet gentianellor, och familjen gentianaväxter. Inga underarter finns listade i Catalogue of Life.